# Kersti Merilaas
Kersti Merilaas (née Eugenia Moorberg le 7 décembre 1913 à Narva - décédée le 8 mars 1986 à Tallinn) est une poétesse et traductrice estonienne. 

## Biographie
Kersti Merilaas nait Eugenia Moorberg à Narva en Estonie juste avant le déclenchement de la Première Guerre mondiale. Elle passe ses premières années à Saint-Pétersbourg avec sa mère Anna Moorberg et sa sœur. La famille revient en Estonie pour échapper aux troubles de la Révolution russe. De 1921 à 1927 elle est élève de l'école du village de Kiltsi, puis elle continue à étudier à Väike-Maarja et Rakvere dans le Comté de Viru-Ouest puis au lycée de  Tapa jusqu'en 1932. 
En 1936, Kersti Merilaas se marie avec l'écrivain estonien August Sang (1914-1969).  En 1950 le couple a un fils appelé Joel Sang.
En 1936, Kersti s'installe à Tartu, où elle travaille comme bibliothécaire. En 1935 elle fait ses débuts littéraire en éditant un recueil de poèmes intitulé Loomingus. 
Elle faisait partie d'un groupe de poètes estoniens influents formé en 1938 par Ants Oras qui était influencé par T. S. Eliot. Le petit groupe de poètes connu sous le nom d'Arbujad comprenait Heiti Talvik, Paul Viiding, Betti Alver, Uku Masing et Bernard Kangro. En 1938 parait leur anthologie de poésie Maantee tuuled qui est acclamé par la critique, en particulier pour sa préoccupation lyrique de l'amour et de la nature.  
En 1938, Kersti adhère à l'Union des écrivains estoniens. 
Après l'occupation soviétique de l'Estonie et l'annexion de l'Estonie en 1944, les œuvres de Kersti Merilaas ont mauvaise réputation auprès de autorités soviétique et considérées par celles-ci comme promouvant le nationalisme bourgeois . 
En 1950, Merilaas est contrainte de quitter l'Union des écrivains de l'Estonie soviétique. Pendant cette période Kersti Merilaas est seulement autorisée à écrire de la littérature enfantine. 
En 1960, Kersti Merilaas est à nouveau autorisée à écrire pour les adultes.
Kersti Merilaas a aussi écrit des livrets pour trois opéras du compositeur estonien Gustav Ernesaks et elle a traduit des ouvrages de Bertolt Brecht, Georg Christoph Lichtenberg et de Johann Wolfgang von Goethe en estonien.

## Œuvre

### Poésie
- Loomingus (1935)
- Maantee tuuled (1938)
- Rannapääsuke (1963)
- Kevadised koplid (1966)
- Kuukressid (1969)
- Antud ja võetud (1981)

### Livres pour enfants
- Munapühad (1940)
- Kallis kodu, recueil de poèmes, (1944)
- Päikese paistel, recueil de poèmes (1948)
- Turvas (1950)
- Veskilaul (1959)
- Lugu mustast ja valgest (1962)
- Lumest lumeni (1982)
- Kui vanaema noor oli (anthologie de poèmes, 1983)
- Kindakiri. – Варежки (poèmes en estonien et en russe, 1986)
- Siit siiani. Piksepill (recueil posthume de poèmes, 1989)

### Pièces de théâtre
- Kaks viimast rida (1973)
- Pilli-Tiidu (1974)

## Prix et récompenses
- Prix Friedebert Tuglase de la nouvelle, 1976
- Écrivain honoré de la RSS d'Estonie, 1980